# Cárcar
Cárcar – gmina w Hiszpanii, w Nawarze, o powierzchni 40,45 km². W 2011 roku gmina liczyła 1121 mieszkańców.